# Friedmund Hueber
Friedmund Hueber (* 26. Jänner 1941 in Wien) ist ein österreichischer Architekt, Bauforscher und Denkmalpfleger.

## Leben
Friedmund Hueber studierte ab 1970 Architektur an der Technischen Universität Wien und schloss das Studium 1970 mit dem Diplom ab. 1978 wurde er zum Dr. techn. promoviert. 
1980 eröffnete er in Wien ein Architekturbüro für Projekte der Denkmalpflege. Von 1986 bis 2005 war er Leiter der Ludwig Boltzmann Forschungsstelle für archäologische Bauforschung und Denkmalpflege, die 1992 in ein Institut umgewandelt wurde. 1990 habilitierte er sich an der Technischen Universität Wien für Denkmalpflege und archäologische Bauforschung und wurde dort als Universitätsdozent dem Institut für Kunstgeschichte, Bauforschung und Denkmalpflege zugeordnet. Seit 1991 war er auch Gastprofessor für Denkmalpflege und Bauforschung an der katholischen Universität Leuven. Er war bis 2009 auch Fachbereichsleiter an der Fachhochschule Campus Wien. Seit 2020 ist er im Ruhestand.
Über viele Jahre war er an der archäologischen Bauforschung und Denkmalpflege bei den Ausgrabungen des Österreichischen Archäologischen Instituts in Ephesos beteiligt. Zu seinen Projekten gehörten die Anastylose der Fassade der Celsus-Bibliothek (1970–1978), des Südtors der Tetragonos-Agora (1980–1989) und der anschließenden Neronischen Halle (1982ff.). Seit 1993 arbeitete er nicht mehr in Ephesos.
Friedmund Hueber ist staatlich befugter und beeideter Ziviltechniker sowie allgemein beeideter und gerichtlich zertifizierter Sachverständiger für Stadt- und Landesplanung, Denkmalschutz und Stadtbildpflege.
Seit 1979 ist Hueber korrespondierendes, seit 1990, wirkliches Mitglied des Österreichischen Archäologischen Instituts. Von 2011 bis 2023 war er Präsident der Österreichischen Gesellschaft für Denkmal- und Ortsbildpflege. Er war über viele Jahre ständiges Mitglied des Denkmalbeirates des Bundesdenkmalamtes, von 2004 bis 2009 dessen Vorsitzender.
Seit 1962 ist Hueber Angehöriger des Corps Posonia Wien.

## Anerkennungen
- 1991 Staatspreis Consulting Ingenieurconsulting für die Entwicklung und Anwendung der Anastylose

## Publikationen (Auswahl)
- mit Volker Michael Strocka: Die Bibliothek des Celsus. Eine Prachtfassade in Ephesos und das Problem ihrer Wiederaufrichtung. In: Antike Welt 6, 4, 1975, S. 3–14 (Digitalisat).
- Beobachtungen zur Kurvatur und Scheinperspektive an der Celsusbibliothek und anderen kaiserzeitlichen Bauten. In: Bauplanung und Bautheorie der Antike. Bericht über ein Kolloquium in Berlin vom 16.–18. November 1983 (= Diskussionen zur antiken Bauforschung 4). Wasmuth, Berlin 1984, S. 175–200
- Ephesos – gebaute Geschichte. Zabern, Mainz 1997, ISBN 3-8053-1814-6.
- Zur städtebaulichen Entwicklung des hellenistisch-römischen Ephesos. Phylen, Embolos, lympieion, Horologeion, Statthalterpalast, Auditorium, Parthermonument, Marienkirche. In: Istanbuler Mitteilungen 47, 1997, S. 251–269.